# Gallirallus owstoni
Gallirallus owstoni е вид птица от семейство Rallidae. Видът е вече изчезнал от дивата природа.

## Разпространение
Видът е разпространен в Гуам.